# Vetul·lí
Vetul·lí (en llatí Vetulinus) era un polític romà del segle i aC.
A inicis del Segon Triumvirat, l'any 43 aC, va ser proscrit i va reunir una considerable força al sud d'Itàlia amb la que durant un temps va resistir a les tropes enviades contra ell, però finalment va morir en un combat quan estava a punt d'embarcar per creuar a Messana a l'illa de Sicília, segons diu Appià.